# شاخص دو بشقاب غذا و یک کاسه سوپ
شاخص ۲ بشقاب غذا و ۱ کاسه سوپ یک شاخص مرجع است که تغییرات قیمت عمومی و منطقه‌ای غذا را در هنگ کنگ اندازه‌گیری می‌کند. این شاخص توسط کمیته امور اجتماعی فدراسیون اتحادیه‌های کارگری هنگ کنگ (اچ‌کی‌تی‌اف‌یو) ابداع شده و از ژانویهٔ ۲۰۱۱ منتشر شده است. این شاخص بر اساس نمونه‌گیری تصادفی ماهانهٔ بازار انجام شده توسط اچ‌کی‌تی‌اف‌یو طراحی شده و به صورت فصلی در 'اف‌تی‌یو پرس' منتشر می‌شود. پیشنهادهای مربوطه توسط کمیسیون به دولت پیشنهاد خواهد شد.

## اهداف
هدف این شاخص کمک به خانوارها برای کنترل تورم قیمت است.

## اندازه‌گیری
این شاخص بر اساس رژیم غذایی خانواده‌ای ۳–۴ نفه طراحی شده و ۷ مادهٔ اولیهٔ معمول و پراستفاده را برای تهیهٔ دو بشقاب غذا و یک کاسه سوپ به عنوان مرجع انتخاب می‌کند تا هزینهٔ مورد نیاز را محاسبه و بررسی کند. این هفت ماده شامل:
۱ کاتی چوی سام
½ کاتی گوشت گاو
۲ تائل میگان کای
۱ کاتی ماهی آمور
½ کاتی گوجه‌فرنگی
½ کاتی سیب‌زمینی
½ کاتی گوشت
(۱ کاتی = ۱۶ تائل = ۶۰۵ گرم تقریباً)

## پیشنهادهای ارائه شده
- توسعهٔ صنعت اولیهٔ محلی برای تثبیت عرضهٔ مواد غذایی؛
- باز کردن بازار گاو زنده محلی و ایجاد رقابت در بازار برای تثبیت قیمت گوشت؛
- معرفی کسب‌کارهای کوچک در بازار تره‌بار برای جلوگیری از انحصار سوپرمارکت‌ها؛
- بررسی هر سالهٔ حداقل دستمزد برای کاهش شکاف ثروت
- تنوع‌بخشی به اقتصاد با توسعهٔ شهرهای جدید
- تشکیل بازارهای اف‌ای‌اچ‌دی، مرکز غذای آماده، بازار دست دوم فروشی و بازار شب بیشتر برای کاهش سنگینی خرید غذا برای شهروندان
- همکاری فروشندگان با چین برای تثبیت عرضهٔ مواد غذایی
- تعریف سیاست‌های رفاهی مانند کمک هزینه مالیاتی، یارانهٔ برق و غیره